# عناة

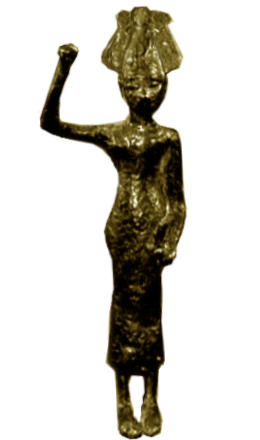
تمثال للإلهة الكنعانية عناة

عناة من الآلهة الكنعانية التي انتشرت عبادتها في كنعان وخصوصاً مملكة أوغاريت في العصر البرونزي ووصلت إلى مصر، ترافق بعل في سيرته الأسطورية، ويعتقد أنها تمثل أخته أو زوجته، كما يعتقد أنها كانت تمثل ربة للصيد والحرب، وكانت تلقب ملكة السماء.

## اقرأ أيضا
- ملحمة أقهات الأوغاريتية